# 機場駅 (大連市)
機場駅（きじょう-えき）は中華人民共和国遼寧省大連市甘井子区に位置する大連地下鉄2号線の駅である。

## 駅構造
- 島式ホーム1面2線の地下駅。

## 駅周辺
- 大連周水子国際空港

## 歴史
- 2015年5月22日 - 開業。

## 隣の駅
大連公交客運集団有限公司
■2号線
辛寨子駅 - 機場駅 - 虹港路駅